# Liste der Monuments historiques in Lannoy
Die Liste der Monuments historiques in Lannoy (Nord) führt die Monuments historiques in der französischen Gemeinde Lannoy auf.

## Liste der Bauwerke
| Bezeichnung                      | Beschreibung              | Standort                  | Kennzeichnung | Schutzstatus | Datum | Bild |
| -------------------------------- | ------------------------- | ------------------------- | ------------- | ------------ | ----- | ---- |
| Ehemaliger Couvent des Croisiers | Erbaut im 17. Jahrhundert | 25, rue de Tournai (Lage) | PA00107560    | Inscrit      | 1986  |      |

## Liste der Objekte
- Monuments historiques (Objekte) in Lannoy in der Base Palissy des französischen Kultusministeriums